# Western Museum of Flight
Western Museum of Flight (WMOF) je letecké muzeum, které se nachází na městském letišti Zamperini Field v Torrance v Kalifornii. Provozovatelem WMOF je Southern California Historical Aviation Foundation. Jsou zde umístěna nejen historická letadla, z nichž mnohá byla vyrobena v jižní Kalifornii, ale také rozsáhlá sbírka historických fotografií a plánů.
Muzeum má ve své sbírce několik vzácných letadel, včetně druhého prototypu stíhačky 5. generace Northrop YF-23 Advanced Tactical Fighter (ATF) typu stealth. Vystaven je také první Northrop YF-17 Cobra, lehký stíhací letoun, který byl základem pro Boeing (původně McDonnell-Douglas) F/A-18 Hornet, který v současnosti používá námořnictvo a námořní pěchota Spojených států. Dále letoun Grumman F-14 Tomcat a Douglas A-4A a řada dalších pozoruhodných letounů s proudovým i pístovým motorem.
WMOF je jedno ze dvou muzeí, v nichž se nacházejí jediná dochovaná létající křídla konstruktéra Jacka Northropa – Northrop N-1M se nachází v Steven F. Udvar-Hazy Center a kluzák Northrop JB-1 Bat právě ve WMOF.

## Exponáty[1]
- North American F-86 Sabre
- Northrop YF-17 Cobra (první prototyp)
- Grumman F-14A Tomcat
- Northrop F-5A Freedom Fighter
- Douglas A-4A Skyhawk
- British Aerospace Harrier
- Northrop JB-1 Bat
- 1883 Montgomery Glider (replika)
- Radioplane RP-76 Target Drone
- Radioplane RP-5A Target Drone
- Northrop KD2R-5 Shelduck
- Northrop YF-23 „Gray Ghost“ (druhý prototyp PAV-2)
- Northrop T-38 Talon
- Northrop Company's flying demonstrator S-1 Sierra (Sue)
- Northrop Radioplane RP-71 Falconer, SD-l Target Drone
- Northrop HL-10 (model)
- ASA Space Shuttle (model)
- Bede Aircraft BD-5
- The 1942 Model C-3 Link Trainer
- Teledyne Ryan AQM-34K Firebee (RPV)
- Northrop Grumman BQM-74F
- Orion Industries UAV Model 706 Sea Bat
- Lockheed YO-3A Quiet Star